# Мухаммад ас-Сарахси
Абу Бакр Мухаммад ибн Ахмад ибн Абу Сахль ас-Сарахси (перс. محمد بن احمد بن ابي سهل ابو بكر السرخسي‎) — исламский богослов, правовед ханафитского мазхаба. Он был традиционно известен как Шамс аль-Аимма (араб. شمس الأئمة‎, «солнце вождей»).

## Биография
Ас-Сарахси родился в Серахсе, городе в Великом Хорасане, который в настоящее время расположен на границе между Ираном и Туркменистаном.
Он умер в 483/1090 или 490/1096 году по разным данным. Ас-Сарахси учился у великого ханафитского юриста Абд аль-Азиза аль-Халвани (ум. 448/1056), который также был учителем аль-Баздави.
О его молодости известно немного, хотя некоторые подсказки можно найти в его работах. Говорят, что ас-Сарахси был заключён в тюрьму из-за своего мнения по юридическому вопросу, касающемуся правителя; он критиковал царя, подвергая сомнению законность его брака с рабыней. Он провёл в тюрьме около пятнадцати лет. Находясь в заключении, он написал «Мабсут» и некоторые из его других наиболее важных работ. Ас-Сарахси известен своей замечательной памятью, он смог вспомнить многие тексты, когда находился в тюрьме.
Мнения ас-Сарахси о законе широко цитировались, и его считали выдающимся писателем.
Мухаммад ас-Сарахси являлся влиятельным юристом в ханафитской школе, где, как сообщается, существовала традиция: «если сомневаетесь, следуйте Сарахси». И аль-Касани, и Бурхануддин аль-Маргинани в своих основных книгах по фикху «Бадаи ас-Санаи» и «Аль-Хидайя», в значительной степени опирались на дискуссии и правовые доводы, представленные в «Аль-Мабсуте» и «Усул ас-Сарахси» ас-Сарахси.
Индийский мусульманский ученый XIX века Абд аль-Хай аль-Лакнави относит ас-Сарахси ко второй степени «муджтахидов» вместе с такими учеными, как Абу Джафар ат-Тахави, которые считаются ведущими юристами после учеников Абу Ханифы (то есть Абу Юсуфа и Мухаммада аш-Шайбани).

## Важные работы
Наиболее важные работы ас-Сарахси:
- «Усул аль-Фикх», Каир 1372/1953
- «Китаб аль-Мабсут», Бейрут 1406/1986
- «Шарх ас-Сияр аль-Кабир».